# George Howard, VI conte di Carlisle
George Howard, VI conte di Carlisle (Castle Howard, 17 settembre 1773 – Castle Howard, 7 ottobre 1848), è stato un nobile e politico britannico.

## Biografia
Geroge era il figlio primogenito di Frederick Howard, V conte di Carlisle, e di sua moglie lady Margaret Caroline Leveson-Gower, figlia di Granville Leveson-Gower, I marchese di Stafford e si dua moglie lady Louisa, figlia di Scroop Egerton, I duca di Bridgewater. Egli venne educato a Eton ed al Christ Church di Oxford.
Avviato alla carriera politica, il giovane George venne ammesso al parlamento per la circoscrizione di Morpeth nel 1795, seggio che mantenne sino al 1806, quando rappresentò Cumberland sino al 1820. Nel 1806, inoltre, egli venne ammesso a far parte del Privy Council del re. Nel 1825 succedette al padre nei suoi titoli ed entrò a far parte della Camera dei Lords. Egli prestò dunque nei governi tories moderati di George Canning e lord Goderich come First Commissioner of Woods and Forests tra il maggio ed il luglio del 1827 e come Lord Privy Seal (con un seggio nel gabinetto di governo) tra il luglio del 1827 ed il gennaio del 1828. Ad ogni modo, egli si divise dai Tories sulla riforma elettorale e successivamente divenne membro del gabinetto di governo dell'amministrazione Whig di lord Grey e di lord Melbourne come Ministro senza portafoglio tra il 1830 ed il 1834 e fu nuovamente Lord Privy Seal tra il luglio ed il novembre 1834.
Oltre alla carriera politica, lord Carlisle fu Lord Luogotenente dell'East Riding dello Yorkshire tra il 1824 ed il 1840. Venne nominato cavaliere dell'Ordine della Giarrettiera nel 1837.
Lord Carlisle morì a Castle Howard nell'ottobre del 1848 e venne succeduto dal suo figlio primogenito, George. Sua moglie è deceduta nell'agosto del 1858 all'età di 75 anni.

## Matrimonio e figli
Lord Carlisle sposò lady Georgiana Cavendish (1783–1858), figlia di William Cavendish, V duca di Devonshire e di Georgiana Spencer, nel 1801. La coppia ebbe dodici figli:
1. George Howard, VII conte di Carlisle (18 aprile 1802 – 5 dicembre 1864).
2. Caroline Georgiana Howard (1803 – 27 novembre 1881), sposò William Lascelles.
3. Georgiana Howard (1804 – 17 marzo 1860), sposò George Agar-Ellis, I barone Dover.
4. Frederick George Howard (8 giugno 1805 – 18 novembre 1834).
5. Lady Harriet Elizabeth Georgina Howard (1806 – 27 ottobre 1868), sposò George Sutherland-Leveson-Gower, II duca di Sutherland.
6. William George Howard, VIII conte di Carlisle (23 febbraio 1808 – 29 marzo 1889).
7. Edward Granville George Howard, I barone Lanerton (23 dicembre 1809 – 8 ottobre 1880), sposò Diana Ponsonby, figlia di George Ponsonby.
8. Blanche (11 gennaio 1812 – 27 aprile 1840), sposò William Cavendish, VII duca di Devonshire.
9. Charles Wentworth George Howard (27 marzo 1814 – 11 aprile 1879), sposò Mary Parke, figlia di James Parke, barone Wensleydale. Furono genitori di George Howard, IX conte di Carlisle.
10. Elizabeth Dorothy Anne Howard (1816 – 11 maggio 1891), sposò il reverendo Francis Richard Grey, figlio di Charles Grey, II conte Grey.
11. Henry George Howard (22 maggio 1818 – 10 agosto 1879), il 29 maggio 1845, sposò Mary Wellesley McTavish, figlia di John McTavish, console britannico a Baltimora, e di sua moglie Emily.
12. Mary Matilda Georgiana Howard (28 gennaio 1823 – 17 settembre 1892), sposò Henry Labouchere, I barone Taunton.

## Ascendenza
|                                                 |                                   |                                       | Genitori                                         |  |  | Nonni |  |  | Bisnonni                              |  |  | Trisnonni                           |  |
|                                                 |                                   |                                       |                                                  |  |  |       |  |  | Charles Howard, III conte di Carlisle |  |  | Edward Howard, II conte di Carlisle |  |
|                                                 |                                   |                                       |                                                  |  |  |       |  |  | Charles Howard, III conte di Carlisle |  |  | Edward Howard, II conte di Carlisle |  |
|                                                 |                                   | Elizabeth Uvedale                     |                                                  |  |  |       |  |  | Charles Howard, III conte di Carlisle |  |  |                                     |  |
| Henry Howard, IV conte di Carlisle              |                                   |                                       |                                                  |  |  |       |  |  | Charles Howard, III conte di Carlisle |  |  |                                     |  |
|                                                 |                                   | Anne de Vere Capell                   | Arthur Capell, I conte di Essex                  |  |  |       |  |  |                                       |  |  |                                     |  |
|                                                 |                                   | Anne de Vere Capell                   | Arthur Capell, I conte di Essex                  |  |  |       |  |  |                                       |  |  |                                     |  |
|                                                 |                                   | Anne de Vere Capell                   | Elizabeth Percy                                  |  |  |       |  |  |                                       |  |  |                                     |  |
| Frederick Howard, V conte di Carlisle           |                                   | Anne de Vere Capell                   |                                                  |  |  |       |  |  |                                       |  |  |                                     |  |
|                                                 |                                   | William Byron, IV barone Byron        | William Byron, III barone Byron                  |  |  |       |  |  |                                       |  |  |                                     |  |
|                                                 |                                   | William Byron, IV barone Byron        | William Byron, III barone Byron                  |  |  |       |  |  |                                       |  |  |                                     |  |
|                                                 |                                   | William Byron, IV barone Byron        | Elizabeth Chaworth                               |  |  |       |  |  |                                       |  |  |                                     |  |
| Isabella Byron                                  |                                   | William Byron, IV barone Byron        |                                                  |  |  |       |  |  |                                       |  |  |                                     |  |
|                                                 |                                   | Frances Berkeley                      | William Berkeley, IV barone Berkeley di Stratton |  |  |       |  |  |                                       |  |  |                                     |  |
|                                                 |                                   | Frances Berkeley                      | William Berkeley, IV barone Berkeley di Stratton |  |  |       |  |  |                                       |  |  |                                     |  |
|                                                 |                                   | Frances Berkeley                      | Frances Temple                                   |  |  |       |  |  |                                       |  |  |                                     |  |
| George Howard, VI conte di Carlisle             |                                   | Frances Berkeley                      |                                                  |  |  |       |  |  |                                       |  |  |                                     |  |
|                                                 | John Leveson-Gower, I conte Gower | John Leveson-Gower, I barone Gower    |                                                  |  |  |       |  |  |                                       |  |  |                                     |  |
|                                                 | John Leveson-Gower, I conte Gower | John Leveson-Gower, I barone Gower    |                                                  |  |  |       |  |  |                                       |  |  |                                     |  |
|                                                 | John Leveson-Gower, I conte Gower | Catherine Manners                     |                                                  |  |  |       |  |  |                                       |  |  |                                     |  |
| Granville Leveson-Gower, I marchese di Stafford | John Leveson-Gower, I conte Gower |                                       |                                                  |  |  |       |  |  |                                       |  |  |                                     |  |
|                                                 |                                   | Evelyn Pierrepont                     | Evelyn Pierrepont, I duca di Kingston-upon-Hull  |  |  |       |  |  |                                       |  |  |                                     |  |
|                                                 |                                   | Evelyn Pierrepont                     | Evelyn Pierrepont, I duca di Kingston-upon-Hull  |  |  |       |  |  |                                       |  |  |                                     |  |
|                                                 |                                   | Evelyn Pierrepont                     | Mary Feilding                                    |  |  |       |  |  |                                       |  |  |                                     |  |
| Margaret Leveson-Gower                          |                                   | Evelyn Pierrepont                     |                                                  |  |  |       |  |  |                                       |  |  |                                     |  |
|                                                 |                                   | Scroop Egerton, I duca di Bridgewater | John Egerton, III conte di Bridgewater           |  |  |       |  |  |                                       |  |  |                                     |  |
|                                                 |                                   | Scroop Egerton, I duca di Bridgewater | John Egerton, III conte di Bridgewater           |  |  |       |  |  |                                       |  |  |                                     |  |
|                                                 |                                   | Scroop Egerton, I duca di Bridgewater | Jane Paulet                                      |  |  |       |  |  |                                       |  |  |                                     |  |
| Louisa Egerton                                  |                                   | Scroop Egerton, I duca di Bridgewater |                                                  |  |  |       |  |  |                                       |  |  |                                     |  |
|                                                 |                                   | Rachael Russell                       | Wriothesley Russell, II duca di Bedford          |  |  |       |  |  |                                       |  |  |                                     |  |
|                                                 |                                   | Rachael Russell                       | Wriothesley Russell, II duca di Bedford          |  |  |       |  |  |                                       |  |  |                                     |  |
|                                                 |                                   | Rachael Russell                       | Elizabeth Howland                                |  |  |       |  |  |                                       |  |  |                                     |  |
|                                                 |                                   | Rachael Russell                       |                                                  |  |  |       |  |  |                                       |  |  |                                     |  |